# フロート番組
フロート番組（フロートばんぐみ）は、主に生放送のワイド番組（ブロックワイドとも。後述）の途中に挿入される内包番組。コーナー番組と呼称する場合がある。ワイド番組以外に使うこともある。

## 概要
録音番組を単に流すだけではなく、番組としての体裁が整ったものについて言うが、「録音されたコーナー」との違いは時に曖昧である。番組と番組の間の隙間番組と区別されるが、ワイド番組の最後に放送するフロート番組など隙間番組に見えるものがある。
放送時間は番組表に記載されていることがあるが、開始時刻は生放送の進行具合に左右される。ただし、定められた開始時刻に始まるものがある。ワイド番組の中で、どの辺りに放送するかさえ一定しないものもある。
番組時間は5分～30分程度で、通常は一定である。番組表上の時間より短い傾向があるが、その理由の一部は中CMが少なく、後CMが多いためで番組開始から生放送再開までの時間は正確に番組表通りということがある。
生放送とはパーソナリティが異なる。スポンサーが異なるものがある。
希にネット局で1週分の総集など、通常の箱番組として放送されるものがある。
テレビは『インサート番組』と表現する。ZIP-FMは「大型ワイド番組に一社提供の別番組」を『サーフボードプログラム』と表現するが、一種のフロート番組と言える。
当項で説明するフロート番組を内包したワイド番組をブロックワイドと呼称する。詳細は当該項目を参照のこと。

## フロート番組がある番組
ラジオはワイド番組の多くにフロート番組が内包されており、放送時間の大半をフロート番組で占めるワイド番組が存在する。
フロート記事の例は一部のみ。詳しくは各ワイド番組、インサート番組、つなぎ番組#サンドイッチ番組の記事を参照。

### テレビ

#### 日本テレビ
- 24時間テレビ 「愛は地球を救う」
  - ニュースサンデー（テレビ宮崎を除く）
  - UMKニュース（フジテレビ制作、『FNNニュース』のタイトル差し替え。テレビ宮崎のみ）
  - ストレイトニュース（テレビ大分・テレビ宮崎を除く）
  - NNN news（『Going! Sports&News』『真相報道 バンキシャ!』休止の代替、日曜夕方分についてはテレビ大分・テレビ宮崎を除く）
  - ボクらの時代（フジテレビ制作、テレビ宮崎のみ）
  - ミライ☆モンスター（フジテレビ制作、テレビ大分・テレビ宮崎のみ）
  - FNN Live News days（フジテレビ制作、テレビ大分のみ）
  - ANNニュース（テレビ朝日制作、福井放送・テレビ宮崎のみ）
  - FNN Live News イット!（フジテレビ制作、テレビ大分・テレビ宮崎のみ）
  - ちびまる子ちゃん（フジテレビ制作、テレビ宮崎のみ）
  - サザエさん（フジテレビ制作、テレビ大分・テレビ宮崎のみ）
- THE MUSIC DAY
  - NNNニュース（『news every.サタデー』休止の代替、テレビ大分を除く）
  - ミュージックフェア（フジテレビ制作・テレビ大分のみ）
  - FNN Live News イット!（フジテレビ制作・テレビ大分のみ）

#### テレビ朝日
- グッド!モーニング
  - ANNニュース（平日朝／4・5時台（04:55 - 06:00）ネット局のみ。非ネット局では独立番組扱い）
- ワイド!スクランブル
  - ANNニュース（平日昼／10・11時台（10:25 - 12:00）ネット局のみ。非ネット局では独立番組扱い）
  - 徹子の部屋（2014年度から2019年度）
  - 帯ドラマ劇場（2017・2019年度）
- ミュージックステーションウルトラFES
  - ANNニュース（ANNスーパーJチャンネルの代替）
- 不定期（ゴールデン番組枠、2022年度 - ）
  - ジョージア 冬の2分ドラマ

#### TBSテレビ
- まるっと!サタデー
  - JNN NEWS（土曜朝／TBSテレビなど、フルネット局のみ）
  - 犬と猫どっちも飼ってると毎日たのしい（再放送、TBSテレビ・RSKテレビのみ）
- ラヴィット!
  - JNN NEWS（体裁上は1コーナーであるが状態としてはフロート番組[注釈 1]）
- ひるおび
  - キユーピー3分クッキング（平日昼／午前部（10:25 - 11:55）ネット局のうちCBC版同番組ネット局のみ[注釈 2]）
  - JNN NEWS（平日昼／午前部（10:25 - 11:55）ネット局のみ[注釈 3]）
- 王様のブランチ
  - キユーピー3分クッキング（HBCテレビのみ[注釈 4]）
  - JNN NEWS（土曜昼／TBSテレビなど、フルネット局のみ）
- 音楽の日
  - JNN NEWS（S☆1の代替、2011年・2013年・2014年）
  - JNNスポーツ&ニュース（同上、2015年のみ）
- 報道の日
  - JNN NEWS（昼）
- 特番枠
  - JNNフラッシュニュース

#### フジテレビ
- 特番枠
  - FNNニュース（21時前）※『FNS歌謡祭』など一部番組を除く。

#### YBCテレビ・静岡第一テレビ・KRYテレビ・JRTテレビ
- news every.
  - ピヨ卵ワイド
  - まるごと
  - 熱血テレビ
  - ゴジカル

#### IBCテレビ・RKKテレビ
- Nスタ日曜版
  - 岩手日報IBCニュース（日曜夕方）
  - 熊日ニュース（日曜夕方）

#### TBCテレビ
- THE TIME,
  - ウォッチン!みやぎ

#### CBCテレビ
- ひるおび!
  - キユーピー3分クッキング（CBC版）[注釈 5]

#### 新潟テレビ21
- まるどりっ!UP
  - PUI PUI モルカー

#### 長野朝日放送
- 駅テレマルシェ
  - PUI PUI モルカー（リピート放送時は独立番組扱い）

### ラジオ

#### NHKラジオ
- wktkラヂオ学園
  - ロッチのだめだめラジオ・天使のお言葉（通常日曜）
  - 怒髪天 増子直純兄ィのロックな労働相談室（最終日曜）

（「第3部」という位置づけで日曜23時台＜23:10-24:00＞に放送。2013年度は同番組からは外れ、単独放送として土曜20時台＜20:05頃-20:55＞に移動）
- ラジオあさいちばん→NHKマイあさラジオ→マイあさ!
  - NHKけさのニュース

（元々から7時の定時ニュースは番組内で内包されていたが、2014年4月からこの定時ニュースにも正式な題名が制定された。FMでも単独番組の扱いで同時放送）
- Nらじ
  - NHKきょうのニュース（FMも単独番組扱いで同時放送。また、ラジオ第1でも土曜、日曜・祝祭日・年末年始は単独番組扱いで放送。また、平日であってもプロ野球中継放送に伴い『Nらじ』本編が休止される場合は単独番組扱いとなる）
- らじらー!サンデー
  - パワーボイスA

（「第1部」という位置づけで日曜20時台＜20:05 - 20:55＞に放送。）
- ラジオ深夜便
  - ラジオ文芸館

（2018年度より月曜1時台（日曜深夜）にてFMでも同時放送）

#### STVラジオ
- サンデーミュージックファイター
  - STVファイターズスタジアム（デーゲーム時）
- ウィークエンドバラエティ 日高晤郎ショー
  - サテスタ歌謡曲
  - 中央競馬実況中継
- 喜瀬と通夫の日曜楽楽生ワイド
  - 喜瀬ひろしの日曜ショッピング
  - 清水博正 ありがとうを言いたくて
  - 杜このみ “ふわり”うたの旅
  - 中央競馬実況中継
- GO! GO! サタデー
- 喜瀬ひろしの楽楽日ようび
  - 中央競馬実況中継
  - STVファイターズLIVE（デーゲーム時）

#### TBSラジオ
- パックインミュージック
  - 1967年7月の開始から1969年4月までは第2部に相当する午前3時 - 5時の番組は10 - 30分程度の録音番組を内包した。
- 生島ヒロシのおはよう一直線
  - ジャンプアップミュージック（南日本放送）
- 森本毅郎・スタンバイ!（月 - 金曜）/ 蓮見孝之 まとめて!土曜日（2017年4月1日〜、土曜）
  - 話題のアンテナ 日本全国8時です（一部の地方局はワイド番組内のフロート番組として放送）
- 荻上チキ・Session（2020年9月28日〜）
  - ネットワークトゥデイ[注釈 6]（一部の地方局[注釈 7]はワイド番組のフロート番組として放送）
- 土曜ワイドラジオTOKYO ナイツのちゃきちゃき大放送
  - おぎやはぎのクルマびいき
- マイナビ Laughter Night（2017年4月8日〜、後半部拡大に伴い開始）
  - 空気階段の踊り場（2017年4月8日〜2020年3月27日）
  - 真空ジェシカのラジオ父ちゃん（2020年4月3日〜2021年3月26日）
  - ほら!ここがオズワルドさんち!（2021年4月2日〜2022年3月26日）
  - 金の国のたまごどんぶり（2022年4月1日〜2023年4月1日）
  - サスペンダーズの馬場歩き（2023年4月8日〜2024年3月30日）
  - 金魚番長のデメキング（2024年4月6日〜）
- 地方創生プログラム ONE-J（2021年4月〜2023年6月）
  - 共立リゾートpresents 〜新たな発見を綴る〜旅ノオト（体裁上は1コーナー扱いだが、協賛スポンサー付きで事実上のフロート番組。ネット局が何らかの特番で放送できない場合（高校野球、箱根駅伝他）はコーナーのみをブローアップした単独番組として振替放送が行われた事例がある。番組自体は継続中だが、コーナーは2023年6月で終了した。）
- パンサー向井の#ふらっと（2022年3月28日〜）
  - 都民ニュース

#### 文化放送
- おはよう寺ちゃん（2021年3月29日 - ）/ なな→きゅう（2019年4月1日 - 2021年3月26日）/ The News Masters TOKYO（2017年4月3日 - 2019年3月29日）
  - 武田鉄矢・今朝の三枚おろし（一部の地方局はワイド番組内のフロート番組として放送）
- くにまるジャパン 極
  - 氷川きよし節 → 氷川きよし 限界突破RADIO（ - 2022年3月31日。一部の地方局はワイド番組内のフロート番組として放送）
  - ランチタイム ニュース（西日本放送、四国放送、宮崎放送へネット。西日本放送、宮崎放送はワイド番組内のフロート番組として放送）
- おとなりさん
  - 氷川きよし 限界突破RADIO（2022年4月4日 - 12月30日。一部の地方局はワイド番組内のフロート番組として放送）
  - ビューティフル・メロディーズ〜よみがえる青春のポップス（2023年1月4日[注釈 8] - 2023年3月24日（地方局）。一部の地方局はワイド番組内のフロート番組として放送。文化放送は内包番組を変更した上で番組継続）
- くにまる食堂（2022年4月4日 - ）
  - ランチタイム ニュース（西日本放送、四国放送、宮崎放送、北日本放送、福井放送、ラジオ関西へネット）
- 斉藤一美 ニュースワイドSAKIDORI!（2017年4月3日 - 2022年3月25日）
  - ニュース・パレード（一部の地方局はワイド番組内のフロート番組として放送）
  - アーサー・ビナード 午後の三枚おろし（2017年4月3日 - 2022年3月25日。山形放送はYBCイブニングスコープ[注釈 9]内のフロート番組として放送）
- 西川あやの おいでよ!クリエイティ部（2022年3月28日 - 2024年3月29日）
  - ニュース・パレード（一部の地方局はワイド番組のフロート番組として放送）
  - 桂宮治のザブトン5（2022年4月4日（文化放送）、3月28日（地方局）- 。北海道放送はカーナビラジオ午後一番!内のフロート番組として放送（2023年4月3日～）。2023年3月31日まではRSK山陽放送はあもーれ!マッタリーノ内のフロート番組として放送[注釈 10]）
- レコメン!
  - Sexy ZoneのQrzone
  - 久間田琳加 りんくま＊めがへるつ（月曜）
  - DOMOTOのどんなもんヤ!（月曜）
  - KちゃんNEWS（火曜）
  - めるるのはっぴーsu るーむ（水曜）
  - Kis-My-Ft2 キスマイRadio（水曜）
  - King & Prince 永瀬廉のRadio GARDEN（木曜）
  - Hey! Say! 7 Ultra Power（木曜）
- A&G TRIBAL RADIO エジソン
  - グリモアpresents ブレ×ブレ ラジオのようなもの（2017年7月8日 - ）
  - Paradox Live Radio（2020年4月4日 - ）
  - 週刊秋田書店 ラジオ編集部（2020年4月4日 - ）
- A&Gリクエストアワー 阿澄佳奈のキミまち!
  - Hi!SuperbのHi!Cheese!（2019年4月6日 - ）
  - 柏原竜二の文化放送サブカル会（2021年4月3日 - ）
  - あのね、うみね、おはなしするね。（2019年12月7日 - ）
- モーニングTEN!
  - ビューティフル・メロディーズ〜よみがえる青春のポップス（2023年4月2日 - 2023年10月1日）
  - 小倉・IMALUの○○玉手箱
- お昼の純子
  - ビューティフル・メロディーズ〜よみがえる青春のポップス（2023年10月8日 - ）

#### ニッポン放送
- 上柳昌彦 あさぼらけ（2016年3月28日 - 、月 - 金曜）/ 徳光和夫 とくモリ!歌謡サタデー（2012年10月6日 - 、土曜）
  - 心のともしび
- 飯田浩司のOK! Cozy up!
  - ENEOSプレゼンツ あさナビ（2014年4月1日 - ）
  - お早うネットワーク
  - SUZUKIハッピーモーニング・羽田美智子のいってらっしゃい
    - 上記3コーナーは、一部の地方局はワイド番組内のフロート番組として放送。
- 垣花正 あなたとハッピー!（月 - 木曜）/ 春風亭一之輔 あなたとハッピー!（2019年4月5日 - 、金曜）
  - 榊原郁恵のハッピーダイアリー
  - うつみ宮土理のおしゃべりしましょ（2017年4月3日 - ）
  - テレフォン人生相談（一部の地方局はワイド番組内のフロート番組として放送）
- ナイツ ザ・ラジオショー（2020年9月7日 - 、月 - 木曜）/ 中川家 ザ・ラジオショー（2020年9月11日 - 、金曜）
  - ニッポンチャレンジドアスリート
- 鶴光の噂のゴールデンリクエスト ※ナイターオフ期に放送
  - 小島奈津子のおかえりなさい
- ひろたみゆ紀のサンデー早起き有楽町（2017年10月1日 - ）
  - 中山秀征の有楽町で逢いまSHOW（2015年4月 - ）
  - すくすく育て 子どもの未来健康プロジェクト
  - おはよう!ニッポン全国消防団
  - ウィークエンド・ケアタイム「ひだまりハウス」〜うつ病・認知症について語ろう〜（2013年10月 - ）

裏送り
- どうですか歌謡曲（一部の地方局はワイド番組内のフロート番組として放送）

#### ラジオ日本
- 土井里美のヨコハマろはす
  - 坂上みきのエンタメgogo!!

#### CBCラジオ
- つボイノリオの聞けば聞くほど
  - キユーピーラジオクッキング
- 北野誠のズバリ
  - 全日本トラック協会presents ドライバーズ・リクエスト
  - アステラス製薬 明日も元気!
- BOYS AND MEN 栄第七学園男組
  - 藤原倫己のチョアチョア!KOREA
- ナガオカ×スクランブル
  - Silent Sirenのサイレンナイト(火曜)
  - チームしゃちほこ ごぶれいしました!(水曜)
  - スクランブル×特急!!!!!!!!(木曜)
  - ふぉ〜ゆ〜のぴたラジ!(金曜)
- ザ・土曜天国
  - キラママcafe

#### 東海ラジオ
- 井田勝也の年リク!!
  - 東海ラジオガッツナイタースペシャル（中日戦デーゲーム中継　2015年 -　、野球シーズン中）

#### 朝日放送ラジオ
- 武田和歌子のぴたっと。（以下は第1部と第2部〈年度上半期は本編と『野球にぴたっと。』、2012年度までの年度下半期は本編と『スポーツにぴたっと。』〉の幕間に放送されるもの）
  - 征平・あさおのどす恋ラジオ
  - 堀江政生ちょびっと
  - タージンのスナックYeah!
  - 古川昌希のとっておき情報
- 朝も早よから芦沢誠です
  - ティモンディの人生キャッチボール（毎週月曜日）

過去
  - サウンド・キャッチ（TBSラジオ製作）
  - 高田純次 毎日がパラダイス（文化放送 製作）
  - 小籔・にゃんたのラジオ歴史堂
  - だしツッコミ!関西ほんまめん・つるやわトーク
- 芦沢誠のGO!GO!サタデー
  - ナイスミドル応援団
  - ABCフレッシュアップベースボール（野球シーズン中）
- 南山千恵美（笑福亭鉄瓶）のMusic Smile
  - ABCフレッシュアップベースボール（野球シーズン中）
- マンデースポーツジャム
  - これぞ!Bs魂 〜気になるオリックス・バファローズ〜
  - 虎スタ
  - ジョッキールーム
  - F.C.オフサイドトーク

#### MBSラジオ
- アッパレやってまーす!（月曜日）
  - 北原里英 いまきたラジオやってまーす!
- 河田直也&桜井一枝のうきうき土曜リクエスト→桜井一枝&井上雅雄のるんるん土曜リクエスト
  - MBSベースボールパーク（土曜日 デーゲーム開催時）※2016年度より

#### ラジオ大阪
- 中西ふみ子の今日も元気に
  - 生島ヒロシのおはよう一直線（2014年9月29日よりネット開始に伴い、内包）

#### 四国放送
- えんやこらワイド
  - 純喫茶・谷村新司（文化放送 製作。10時半に放送）
  - 永六輔の誰かとどこかで（TBSラジオ製作。11時台前半に放送）
- バンリク（平日は四国4県のAM各局に同時ネット）
  - スポーツ伝説（平日のみネット受け、月曜以外はナイター中継で最大延長オプション到達（21:49）のみ前置きクッション番組として放送）
- 開局60周年特別番組 ずっともっとJRT -2012年7月1日（日曜午後）に実施
  - 中四国ライブネット（自局による特別企画、フロート番組として放送）

#### 九州朝日放送
- サンデーおすぎ
  - GOGO競馬サンデー!（原則MBSラジオ発。小倉競馬場の第3場開催時のみ自社制作のGOGO競馬サンデー!ダイナミックジョッキー放送　基本1時間バージョンだが、GI開催日以外のソフトバンク戦開催日は原則としてメインレースのみ）（2018年で終了）
  - KBCダイナミックホークス実況中継（野球シーズン中）
- 徳永玲子の午後はニコニコ
  - GOGO競馬サタデー!（原則MBSラジオ委託制作のラジオ関西発。小倉第3場は自社制作）（2018年で終了）
  - KBCダイナミックホークス実況中継（野球シーズン中。但し14時以後の開始である場合は事実上「ニコニコ」は短縮放送）
- スマハラ サバドゥ
  - KBCホークスナイタースペシャル（野球シーズン中のソフトバンク戦がナイターである時のみ。17時開始の薄暮デーゲームである場合もこの題で放送はするが、事実上「スマハラ」は短縮放送になる）

#### エフエム東京
（JFNC制作番組を含む）
- ONE MORNING
  - LOVE & HOPE 〜ヒューマン・ケア・プロジェクト〜
  - コスモアースコンシャスアクト 未来へのタカラモノ
  - MY OLYMPIC
  - ルートインホテルズ 今日のスポーツ
- Blue Ocean
  - Color of Happiness
  - エコハピスタイル
  - 銀座美人
  - 朝のオ・ト・コ目線
- 山崎怜奈の誰かに話したかったこと。（2020年10月1日～）
  - よ・み・き・か・せ
- シナプス（JFNCではflowers（2012年度まで）→face（2013年度より）、一部局ではローカルワイドを放送[注釈 11]）
  - あぐりずむ
  - Japan Furusato Network（2012年度まで）→SUZUKI Home Songs（2013年度より）
- SCHOOL OF LOCK!（金曜は22時台のみの短縮版）
- RADIO MAGAZINE WHAT'S IN?